# الموركة (وضرة)

تعديل مصدري - تعديل

الموركة هي إحدى قرى عزلة وضرة بمديرية وضرة التابعة لمحافظة حجة، بلغ تعداد سكانها 467 نسمة حسب تعداد اليمن لعام 2004.